# Дона Хач
Дона Хач (на английски: Donna Hatch) е американска писателка на произведения в жанра исторически и съвременен любовен роман, и фентъзи.

## Биография и творчество
Родена е на 8 февруари 1951 г. във Финикс, Аризона, САЩ. Заради работата на родителите си учи в 9 различни училища. От малка се влюбва в романтичната литература и опитва да пише. Първият си ръкопис завършва докато е още в гимназията. Завършва английска филология и творческо писане. Преди да започне да пише работи като редактор.
Първият ѝ регентски исторически роман „The Stranger She Married“ (Странникът се жени) от поредицата „Измамни сърца“ е публикуван през 2008 г.
Дона Хач живее със семейството си в Модесто, Калифорния.

## Произведения

### Самостоятелни романи
- Troubled Hearts (2008)
- Queen in Exile (2010)
- The Reluctant Bride (2011)
- Mistletoe Magic (2011)
- Emma's Dilemma (2012)
- A Christmas Reunion, the Gift of a Second Chance (2014)
- When Ship Bells Ring (2016)

### Серия „Измамни сърца“ (Rogue Hearts)
1. The Stranger She Married (2008)
2. The Guise of a Gentleman (2010) – награди „Златна роза“ и „Златно перо“
3. A Perfect Secret (2013)
4. The Suspect's Daughter (2015)

### Серия „Ухажване“ (Courting)
1. Courting the Countess (2016)
2. Courting the Country Miss (2017)

### Серия „Музиката на сърцето“ (Music of the Heart)
1. Heart Strings (2016)

### Участие в общи серии с други писатели

#### Серия „Вечна романтична серия“ (Timeless Romance Single Series)
- The Matchmaking Game (2017)

от серията има още 3 романа от различни автори

### Разкази
- Mistletoe Magic (2011)
- Constant Hearts (2011)
- Рицар за Коледа, A Winter’s Knight (2012)

### Сборници
- „Unmasking the Duke“ в Autumn Masquerade (2015)